# Lista över offentlig konst i Laholms kommun
Lista över offentlig konst i Laholms kommun är en förteckning över konst i offentliga rum, huvudsakligen utomhus placerad konst, i Laholms kommun.

## Laholms stad
| Titel                       | Konstnär(er)              | Årtal    | Beskrivning              | Typ - material   | Plats Koordinater  | Bild                      |
| --------------------------- | ------------------------- | -------- | ------------------------ | ---------------- | ------------------ | ------------------------- |
| Axel Malmquist              | John Lundkvist            | 1973     | byst över Axel Malmquist | byst             | koordinater saknas |                           |
| Byadammen                   | Helge Lundström           | 1991     |                          |                  | koordinater saknas |                           |
| Clownen                     | Lars Trollberg            | 1989     |                          |                  | 56.51308, 13.04312 | Clownen                   |
| Dansen                      | Stig Blomberg             | 1958     |                          |                  | koordinater saknas |                           |
| De badande barnen           | Stig Blomberg             | 1940     |                          |                  | koordinater saknas | De badande barnen         |
| Det borde varit stjärnor    | Sven Jonsson              | 1960     |                          |                  | koordinater saknas |                           |
| Flicka med fåglar i håret   | Ernst Eberlein            | 1974     |                          |                  | 56.51413, 13.04369 | Flicka med fåglar i håret |
| Färd                        | Bianca Maria Barmen       | 2010     |                          |                  | 56.51443, 13.04236 | Färd                      |
| Getingen                    | Lars Larsson              | 2009     |                          |                  | koordinater saknas |                           |
| Hästbrunnen                 | Stig Blomberg             | 1952     |                          |                  | 56.5138, 13.0427   | Hästbrunnen               |
| Kungadrabbningen            | Stig Blomberg             | 1962     |                          |                  | koordinater saknas |                           |
| Kvadratens frigörelse       | Alexius Huber             | 2001     |                          |                  | koordinater saknas |                           |
| Lagafontänen                | John Lundkvist            | 1933     |                          |                  | 56.51334, 13.04346 | Lagafontänen              |
| Laxmosaik                   | Axel Olsson               | 1951     |                          |                  | koordinater saknas |                           |
| Marmorpojken                | Stig Blomberg             | 1962     |                          |                  | koordinater saknas |                           |
| Minnesbrunnen: Man med tupp | Luciano Minguzzi          | 1962     |                          |                  | koordinater saknas |                           |
| Minnesbrunnen: Brunnskar    | Svend Bögh-Andersen       | 1965     |                          |                  | koordinater saknas |                           |
| Måne                        | Lars Widenfalk            | 1990-tal |                          |                  | koordinater saknas |                           |
| Odalman                     | Ockie Nidsjö              | 1993     |                          |                  | koordinater saknas |                           |
| Odalman med sin korg        | John Lundkvist            | 1948     |                          |                  | koordinater saknas |                           |
| Ovan där                    | Peter Ojstersek           | 2007     |                          | Måleri           | koordinater saknas |                           |
| Peter                       | Stig Blomberg             | 1957     |                          |                  | koordinater saknas |                           |
| Potatisplockerskorna        | Karl-Gustaf Jönsson       | 1986     |                          |                  | 56.51197, 13.0438  | Potatisplockerskorna      |
| Riddarspelet                | Stig Blomberg             | 1942     |                          |                  | koordinater saknas |                           |
| Sektorns mekanik            | Bertil Herlow Svensson    | 1990     |                          |                  | koordinater saknas |                           |
| Sländan                     | Lars Larsson              | 2009     |                          |                  | koordinater saknas |                           |
| Spelman                     | Stig Blomberg             | 1948     |                          |                  | koordinater saknas |                           |
| Staffan Stalledräng         | Stig Blomberg             | 1947     |                          |                  | koordinater saknas |                           |
| Sten, Vatten                | Claes Hake                | 1988     |                          |                  | koordinater saknas |                           |
| Ståndaren                   | Helge Lundström           | 1991     |                          |                  | koordinater saknas |                           |
| Tangon                      | Karl-Gustaf Jönsson       | 1996     |                          |                  | koordinater saknas |                           |
| Torgflickan                 | Stig Blomberg             | 1946     |                          |                  | koordinater saknas |                           |
| Vid Lagans strand           | Åke Thornblad             | 1990     |                          |                  | koordinater saknas |                           |
| Vilande katt                | Ulla Kraitz Gustav Kraitz | 2000     |                          |                  | koordinater saknas |                           |
| Världsbild                  | Karl-Gustaf Jönsson       | 1990     |                          |                  | koordinater saknas |                           |
| Årstiderna                  | Stig Blomberg             | 1945     |                          |                  | 56.51326, 13.04285 | Årstiderna                |
| Geologiskt händelseförlopp  | Karl-Gustaf Jönsson       | 1996     |                          |                  | koordinater saknas |                           |
| Karlavagnen                 | Gert-Ove Wågstam          | 2007     |                          | ljusinstallation | koordinater saknas |                           |

## Övriga delar av kommunen
| Titel                     | Konstnär(er)        | Årtal | Beskrivning | Typ - material | Stadsdel/ort | Plats Koordinater                  | Bild |
| ------------------------- | ------------------- | ----- | ----------- | -------------- | ------------ | ---------------------------------- | ---- |
| Bingerskan och katten     | Magnus Ringborg     | 2014  |             |                | Våxtorp      | koordinater saknas                 |      |
| Byttor, baljor och stegar | Karl-Gustaf Jönsson | 1995  |             |                | Hishult      | koordinater saknas                 |      |
| Filuren                   | Lotte Forsfält      | 1999  |             |                | Knäred       | Knäredsskolan koordinater saknas   |      |
| Noaks ark                 | Lars Trollberg      | 1973  |             |                | Vallberga    | Vallbergaskolan koordinater saknas |      |

## Tidigare utplacerade konstverk
Nedan följer en lista på konstverk som tidigare varit utplacerade men nu är i förvar, förstörda eller försvunna.
| Titel      | Konstnär(er)     | Årtal | Beskrivning | Typ - material | Stadsdel/ort | Tidigare plats Koordinater | Bild |
| ---------- | ---------------- | ----- | ----------- | -------------- | ------------ | -------------------------- | ---- |
| Bingerskan | Lars Lindekrantz | 1986  |             |                | Våxtorp      | koordinater saknas         |      |

## Fotnoter
1. ↑  Ersatte Bingerskan som försvann 2011
2. ↑  Försvann 2011, ersatt av Bingerskan och katten